# 閃亮奇巨口魚
閃亮奇巨口魚（学名：Aristostomias scintillans）为輻鰭魚綱巨口鱼目巨口鱼科的其中一種。分布于東太平洋區，從加拿大卑詩省至墨西哥加利福尼亞半島海域，為深海魚類，棲息深度0-1219公尺，本鱼尾鰭小，腹鰭沒有薄膜，身體與頭部黑色;依附於頭部的發光器官彩色，觸鬚球莖粉紅色，眼下紅色，眶後綠色，體長可達23公分，屬肉食性，以甲殼類為食。

## 扩展阅读
維基物種上的相關：閃亮奇巨口魚